# Tantow
Tantow ist eine Gemeinde im Landkreis Uckermark im äußersten Nordosten Brandenburgs (Deutschland). Sie gehört zum Amt Gartz (Oder) mit Sitz in der gleichnamigen Stadt.

## Geografie
Tantow liegt im langgezogenen Tal des Landgrabens, das parallel zwischen den Urstromtälern von Oder und Randow verläuft. Der Salveybach entwässert den Landgraben ab Tantow in südöstlicher Richtung zur Westoder bei Gartz (Oder). Das landwirtschaftlich intensiv genutzte Gelände im Gemeindegebiet ist von niedrigen Endmoränenzügen entlang des Landgrabens geprägt (bis 50 m ü. NHN). Von kleinen Seen und Tümpeln in den Senken abgesehen, ist der ca. 35 ha große Schloßsee mit der unter Naturschutz stehenden Insel im Ortsteil Damitzow nennenswert. Die nächsten größeren Städte sind Schwedt/Oder und Prenzlau in 30 km bzw. 35 km Entfernung. Im Westen wird das Gemeindegebiet vom vorpommerschen Landkreis Vorpommern-Greifswald begrenzt.

## Gemeindegliederung
Ortsteile:
- Schönfeld
- Tantow

Bewohnte Gemeindeteile:
- Damitzow
- Keesow
- Neuschönfeld
- Tantow Vorwerk

Wohnplätze:
- Tantow Ausbau
- Vorwerk Radekow

## Geschichte
Tantow

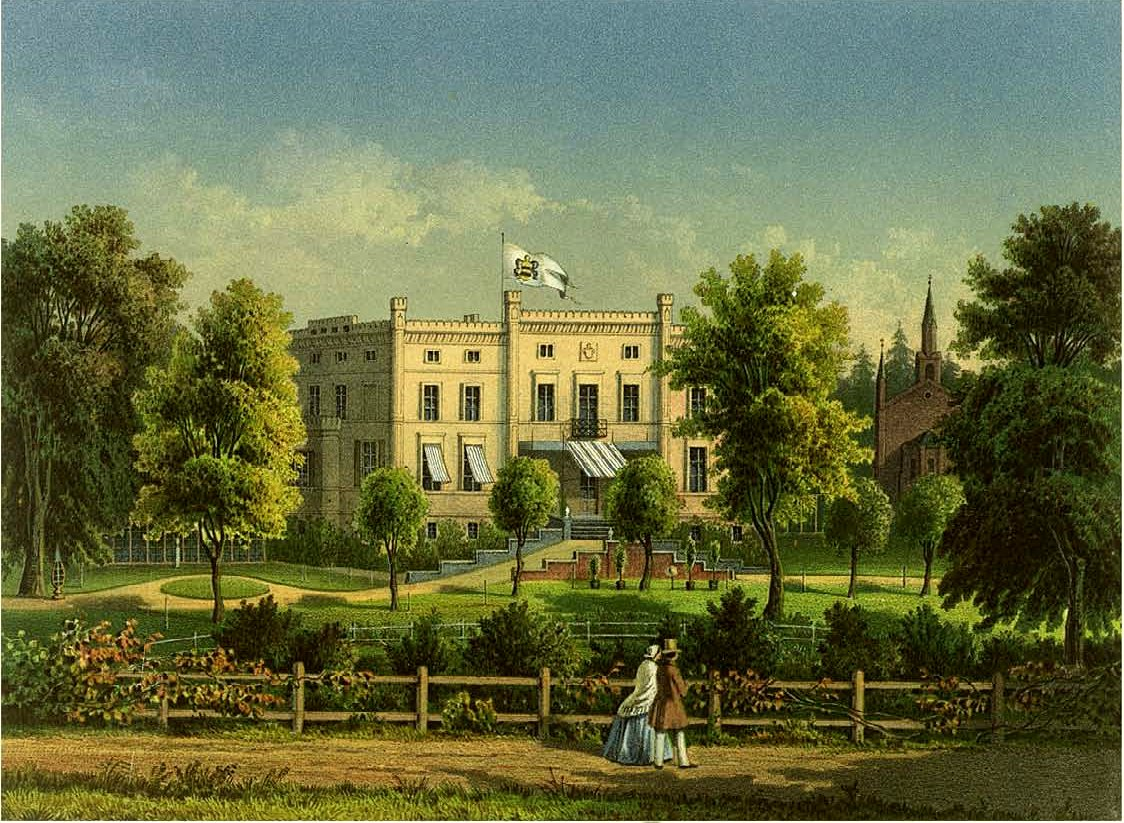
Schloss Tantow um 1857/58, Sammlung Alexander Duncker

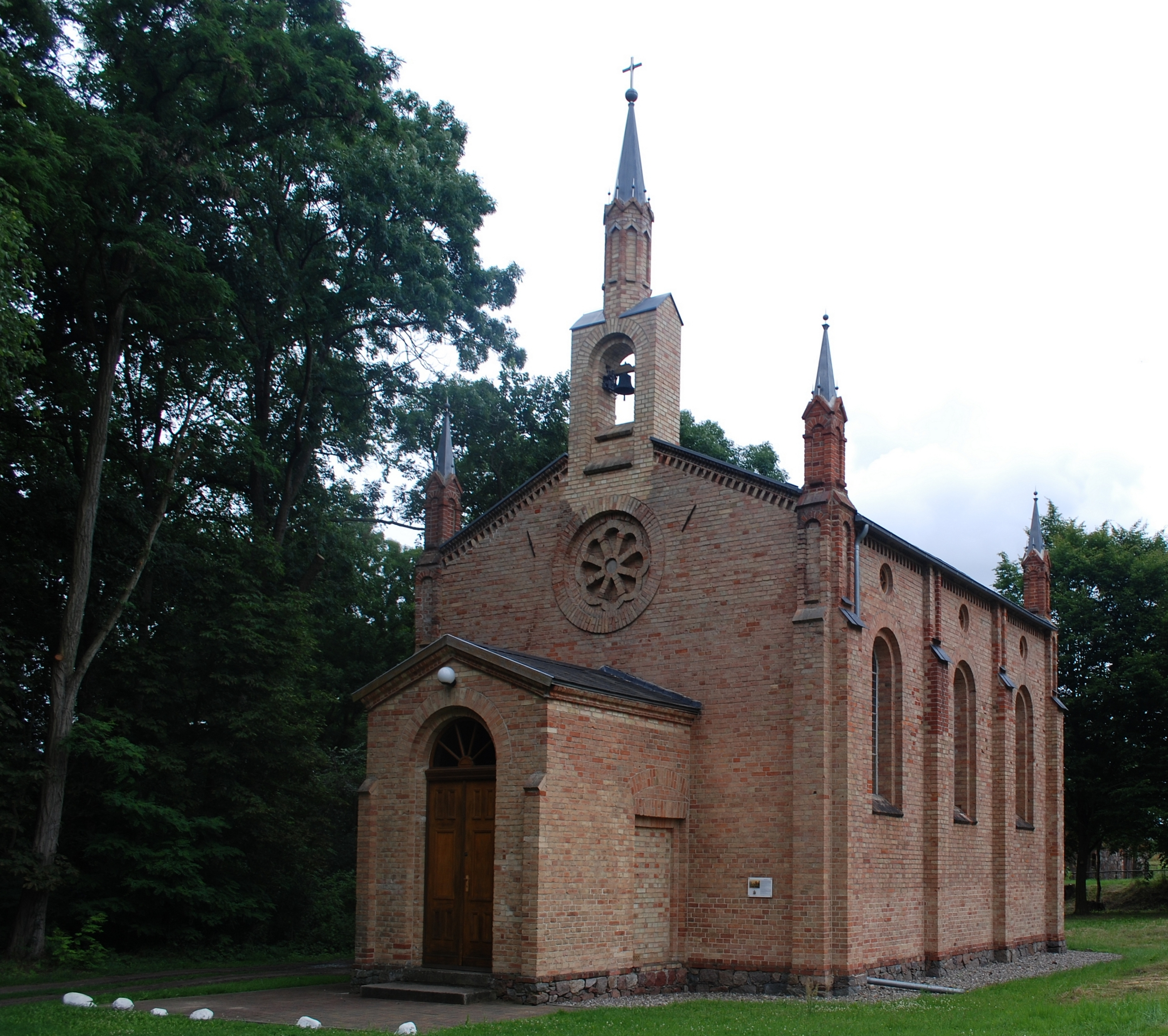
Tantow, Kirche

Die älteste erhaltene Erwähnung von Tantow stammt von 1255. Damals verlieh der Bischof von Cammin, Hermann von Gleichen, dem Stettiner Zisterzienserinnenkloster den Zehnten des Ortes.
1373 wurde das Dorf der Gartzer Stephanskirche zugeordnet. In der Karte von Daniel Friedrich Sotzmann ist der Ort als uckermärkische Enklave Pommerns östlich des Salway Fließes (heute Landgraben) eingezeichnet. Die Grenze ist noch Messtischblatt von 1880 enthalten. Das im Grenzbereich zwischen Pommern und Brandenburg gelegene Tantow wurde 1479 brandenburgisch und bildete bis 1815 eine brandenburgische Exklave in Pommern.
Das Gut war seit dem Mittelalter im Besitz der Familie von Eickstedt aus dem Hause Rothenklempenow, dessen Stifter der Erbkämmerer Jürgen von Eickstedt (1492–1566) war. Ihm folgte Alexander von Eickstedt (1678–1719), auf Tantow und Radekow, Kammerherr und Stallmeister des Markgrafen Philipp von Brandenburg-Schwedt. Anfang des 17. Jahrhunderts war der Landrat Caspar von Eickstedt auf Koblentz auch der Grundbesitzer auf Tantow. Die Eickstedter besaßen oft mehrere Güter, Tantow oft als Nebensitz, dienten als Offiziere, auch für Schweden, oder als höhere Beamte und verheirateten sich zumeist mit dem pommerschen Adel. Nur kurzzeitige Besitzerwechsel unterbrachen den andauernden Besitz der Eickstedts. Im zweiten Drittel des 19. Jahrhunderts gab es ein von Eickstedt-Tantow-Majorat, Nießnutzer Vivigenz Freiherr von Eickstedt. Der Major a. D. der Vorstand des Familienrates des Adelsgeschlechts mit Hauptwohnsitz in Stettin. Der Landesgerichtsdirektor Balduin von Eickstedt (1851–1919) auf Tantow nannte sich Fideikommissherr, seine Erbe wurde der Sohn Major Balduin Dubslaff Richard von Eickstedt (1880–1937) und war Ehrenritter des Johanniterordens. Um 1939 galt nach der letzten Ausgabe des Güteradressbuch Pommern die Witwe Erna von Eickstedt-Tantow, geborene Diederichsen (1888–1949), Tochter des Vize-Admirals Otto Diederichsen, als Besitzerin des Rittergutes mit 703 ha Land. Nach den Angaben des Genealogischen Handbuch des Adels war dies aber seit 1937 der spätere Major d. R. Dr. Klaus von Eickstedt, Sohn des Admirals Rudolf von Eickstedt. Beide literarischen Standardquellen greifen auch auf Selbstangaben zu. Das schlichte neugotische Gutshaus von 1856 war der Sitz des Verwalters oder Pächters; es brannte 1945 ab. Die Enteignungen der Bodenreform folgten 1945/1946.
Am 15. August 1843 erhielt der Ort mit dem Bahnhof Tantow an der Berlin-Stettiner Eisenbahn Bahnanschluss. Am 31. Januar 1943 ereignete sich hier ein schwerer Eisenbahnunfall, als nach Fahrdienstleiter- und Rangierfehlern der Schnellzug für Fronturlauber, SF 62, auf zwei Lokomotiven aufprallte. 38 Menschen starben, 16 wurden verletzt.
Die neugotische Backsteinkapelle entstand 1858. Eine der ursprünglich fünf Wassermühlen am Salveybach wurde im ehemaligen Gutspark in Tantow betrieben. Von dieser zum Teil 800 Jahre alten Mühlenkette ist nur die Salveymühle III erhalten (Museum im Nachbarort Geesow, heute Ortsteil der Stadt Gartz). Nach der politischen Wende entstand ein Natur- und Freizeitpfad in Tantow (1992). Die Damitzower Kirche wurde 1994 ausgebaut, die Tantower Kirche nach der Restaurierung 2000 neu eingeweiht.
Verwaltungsgeschichte
1817 wurden Tantow und Schönfeld Teil der preußischen Provinz Pommern und dort dem Kreis Randow zugeordnet. Bei der Auflösung des Kreises Randow kamen die Orte 1939 an den Kreis Greifenhagen.
Der Landkreis Randow wurde nach 1945 neu gegründet und dem Land Mecklenburg zugeordnet. Nach der DDR-Kreisreform von 1950 gehörten Tantow und Schönfeld zum Landkreis Angermünde im Land Brandenburg (ab 1952 im Bezirk Frankfurt (Oder)). Seit 1993 liegen sie im brandenburgischen Landkreis Uckermark.
1925 wurde Radekow (heute Ortsteil von Mescherin) in Tantow ein-, 1945 jedoch wieder ausgegliedert.
Am 31. Dezember 2002 wurde Schönfeld eingemeindet.

## Bevölkerungsentwicklung
| Jahr | Einwohner |
| ---- | --------- |
| 1875 | 0 314     |
| 1890 | 0 369     |
| 1910 | 0 356     |
| 1925 | 1 177     |
| 1933 | 1 018     |
| 1939 | 0 994     |

| Jahr | Einwohner |
| ---- | --------- |
| 1946 | 0 877     |
| 1950 | 0 990     |
| 1964 | 0 904     |
| 1971 | 1 098     |
| 1981 | 0 854     |
| 1985 | 0 775     |

| Jahr | Einwohner |
| ---- | --------- |
| 1990 | 719       |
| 1995 | 665       |
| 2000 | 630       |
| 2005 | 754       |
| 2010 | 776       |
| 2015 | 763       |

| Jahr | Einwohner |
| ---- | --------- |
| 2020 | 772       |
| 2021 | 766       |
| 2022 | 797       |
| 2023 | 783       |
| 2024 | 791       |

Gebietsstand des jeweiligen Jahres, Einwohnerzahl: Stand 31. Dezember (ab 1991) ab 2011 auf Basis des Zensus 2011, ab 2022 auf Basis des Zensus 2022

Nach den Ergebnissen des Zensus hatte die Gemeinde 2011 einen Ausländeranteil von 9,6 %. Dabei handelte es sich fast ausschließlich um polnische Staatsbürger.

## Politik

### Gemeindevertretung
Die Gemeindevertretung von Tantow besteht aus zehn Gemeindevertretern und der ehrenamtlichen Bürgermeisterin. Die Kommunalwahl am 26. Mai 2019 führte zu folgendem Ergebnis:
| Partei / Wählergruppe                        | Stimmenanteil | Sitze |
| -------------------------------------------- | ------------- | ----- |
| Tantower Wählergruppe                        | 45,6 %        | 5     |
| Wählergruppe Freiwillige Feuerwehr Schönfeld | 17,1 %        | 2     |
| CDU                                          | 14,6 %        | 1     |
| Alle für Tantow                              | 10,7 %        | 1     |
| Wählergemeinschaft Tantow Ortsteil Schönfeld | 09,3 %        | 1     |
| Piratenpartei                                | 02,6 %        | –     |

### Bürgermeister
- 2003–2014: Axel Becker[16]
- 2014–2019: Andreas Meincke (Bürger für Tantow)[17]
- seit 2019: Silke Natter (Tantower Wählergruppe)

Natter wurde in der Bürgermeisterwahl am 26. Mai 2019 mit 61,1 % der gültigen Stimmen für eine Amtszeit von fünf Jahren gewählt.
Sie wurde am 9. Juni 2024 mit 66 % der gültigen Stimmen bei einem Gegenkandidaten für eine weitere Periode von 5 Jahren wiedergewählt.

### Gemeindepartnerschaft
Partnergemeinde in Polen ist die Gmina Bielice im Kreis Pyrzyce in der Woiwodschaft Westpommern.

## Sehenswürdigkeiten
Siehe: Liste der Baudenkmale in Tantow
- Gutskapelle Tantow, 1857 bis 1859 nach einem Entwurf von Friedrich August Stüler erbaut
- Wasserturm Tantow
- Bahnhof Tantow
- Getreidespeicher Tantow

Bei Damitzow steht eine 400–500 Jahre alte Zwillings-Stieleiche, siehe die Liste markanter und alter Baumexemplare in Brandenburg.

## Wirtschaft und Infrastruktur

### Windpark Schönfeld
Der Windpark Schönfeld bei Tantow-Schönfeld besteht aus zwölf Windkraftanlagen vom Typ Enercon E-82 mit 138 Metern Nabenhöhe. Die Nennleistung der Generatoren beträgt jeweils 2 MW. Da diese Anlagen einen Rotordurchmesser von 82 Metern haben, verfügen sie über eine Gesamthöhe von 179 Metern. Der Windpark Schönfeld ist somit der Windpark in Brandenburg mit den höchsten Windkraftanlagen mit Türmen geschlossener Bauweise. Der Windpark Spremberg hat zwar höhere Türme, die aber in offener Stahlfachwerkbauweise ausgeführt sind.

### Verkehr

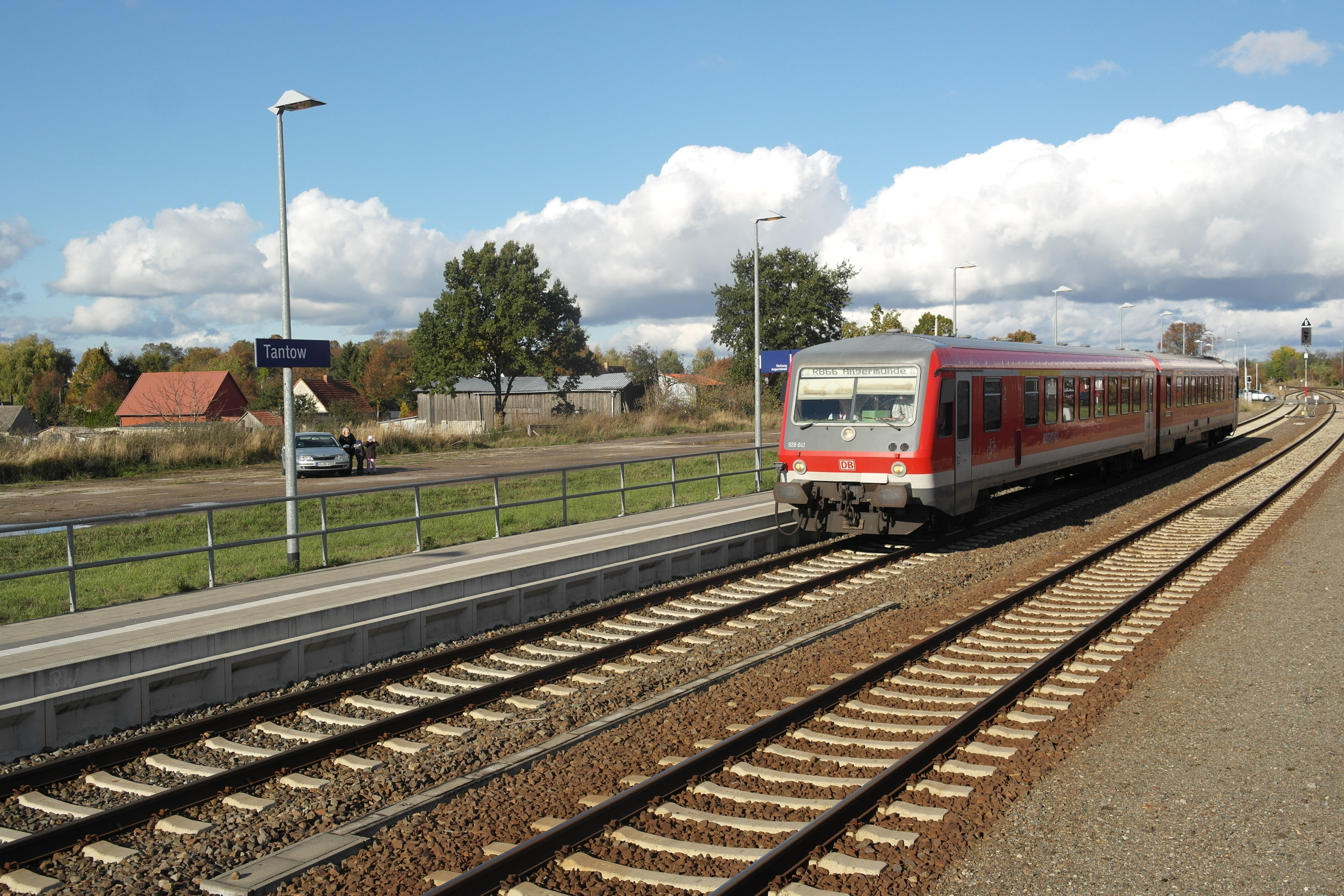
Bahnhof Tantow, 2013

Tantow liegt an der Bundesstraße 113 zwischen Penkun und dem Grenzübergang Mescherin–Gryfino nach Polen. Die nächstgelegene Autobahnanschlussstelle in acht Kilometer Entfernung ist Penkun an der A 11 (Berlin–Szczecin).
Der Bahnhof Tantow an der Bahnstrecke Berlin–Szczecin (Stettin) ist der letzte deutsche Bahnhof vor der Grenze nach Polen. Er wird von der Regionalexpresslinie RE 66 Berlin-Lichtenberg–Szczecin Główny und der Regionalbahnlinie RB 66 Angermünde–Szczecin Główny bedient. Bis zum Fahrplanwechsel im Dezember 2010 hielt der morgendliche Intercity auf der Relation Stettin–Schiphol in Tantow.
Zwischen 1913 und 1945 zweigte eine Nebenbahn ins sieben Kilometer entfernte Gartz ab.

## Söhne und Töchter (Auswahl)
- Otto Holtz (1845–1925), deutscher Politiker, Reichstagsabgeordneter